# Chilo pulverosellus
Chilo pulverosellus is een vlinder uit de familie grasmotten (Crambidae). De wetenschappelijke naam is voor het eerst geldig gepubliceerd in 1895 door Ragonot.
De soort komt voor in Europa.